# Карбонатизація
Карбонатизація (рос. карбонатизация, англ. carbonatization, нім. Karbonatisation f) — процес зміни гірських порід, що зумовлює утворення карбонатів кальцію, магнію, заліза та інших металів. Процес хімічного вивітрювання, що включає перетворення мінералів, що містять кальцій, магній, калій, натрій та залізо в карбонати або бікарбонати цих металів діоксидом вуглецю, що міститься у воді (наприклад, слабкий розчин вуглекислоти).

## Інтернет-ресурси
- carbonation [Архівовано 31 жовтня 2018 у Wayback Machine.]